# Chomicze (rejon kowelski)
Chomicze (ukr. Хомичі) – wieś na Ukrainie w rejonie kowelskim, w obwodzie wołyńskim. W II Rzeczypospolitej miejscowość wchodziła w skład gminy wiejskiej Szack w powiecie lubomelskim województwa wołyńskiego/
Do 2020 w rejonie szackim.